# Sankt Marienkirchen an der Polsenz
Sankt Marienkirchen an der Polsenz è un comune austriaco di 2 310 abitanti nel distretto di Eferding, in Alta Austria; ha lo status di comune mercato (Marktgemeinde).